# 虚线蜑螺
虚线蜑螺（学名：Nerita insculpta），是原始腹足目蜑螺科蜑螺属的一种。主要分布于印度尼西亚、台湾，常栖息在高潮线、飞沫带、潮间带和沿海岩石上。